# Hamat Bah

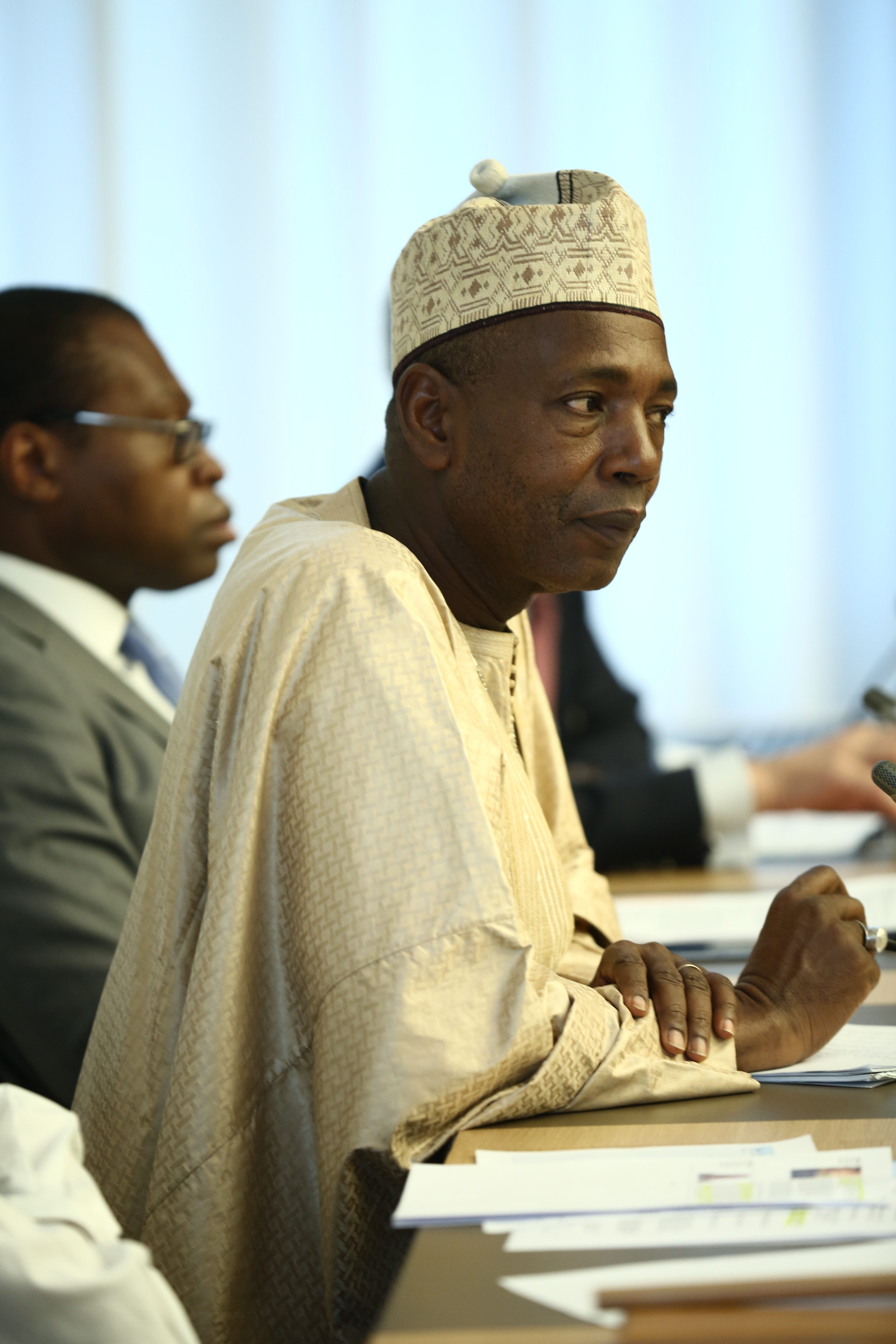
Hamat Bah

Hamat Ngai Kumba Bah (* 1. Mai 1960) ist ein gambischer Politiker und Minister sowie ehemaliger Vorsitzender der Partei National Reconciliation Party (NRP).

## Leben
| Parlamentswahl | Stimmen | Stimmanteil |
| -------------- | ------- | ----------- |
| 1997           | 2.765   | 44,19 %     |
| 2002           | n/a     | gewählt     |
| 2007           | 3.298   | 48,57 %     |

Bei den Präsidentschaftswahlen vom 18. Oktober 2001 erreichte er an dritter Stelle 7,8 Prozent der Stimmen. Im Januar 2005 verbündete sich die NRP mit vier anderen oppositionellen Parteien zur National Alliance for Democracy and Development (NADD).
Bald nachdem die NADD als Partei registriert worden war, widerrief der Oberste Gerichtshof Bahs Sitz in der Nationalversammlung, den er 2002 für den Distrikt Upper Saloum in der Central River Region gewonnen hatte. Dieser Sitz war zwei Parteien gleichzeitig zugeordnet. In einer Nachwahl, die im Juni 2005 stattfand, verlor er seinen Sitz an ein Mitglied der regierenden Partei Alliance for Patriotic Reorientation and Construction (APRC).
Am 15. November 2005 wurde Bah mit zwei weiteren Parteifunktionären der NADD (Halifa Sallah von der People’s Democratic Organisation for Independence and Socialism (PDOIS) und Omar A. Jallow von der People’s Progressive Party (PPP)) festgenommen. Sie wurden des Umsturzes beschuldigt.
Bei der Präsidentschaftswahl 2006 unterstützte Bah mit der NRP den Kandidaten der United Democratic Party (UDP), Ousainou Darboe. 2007 verlor er bei der Wahl seinen Sitz in der Nationalversammlung an Sainey Mbye von der APRC.
2011 gab Bah den Vorsitz der NRP auf und wurde zum Führer der neuen Oppositionsallianz, der United Front, gewählt. Als deren Kandidat erreichte er bei der Präsidentschaftswahl 2011 den dritten Platz mit 11 % der Stimmen. Nachdem Adama Barrow die Präsidentschaftswahl 2016 gewonnen hatte, wurde Bah am 1. Februar 2017 zum Minister für Tourismus und Kultur ernannt. Auch im zweiten Kabinett Barrows behielt er zunächst dieses Ministerium. Im Zuge einer Kabinettsumbildung wurde Bah am 15. März 2024 aus diesem Ministeramt entlassen. Zugleich wurde er von Präsident Barrow als Nachfolger von Ousman Sowe zum Minister für Land und Regionalregierung ernannt.